# 1968年アメリカグランプリ
1968年アメリカグランプリ (1968 United States Grand Prix) は、1968年のF1世界選手権第11戦として、1968年10月6日にワトキンズ・グレン・グランプリレースコースで開催された。
レースは108周で行われ、マトラのジャッキー・スチュワートが2番手スタートから優勝した。ロータスのグラハム・ヒルが2位、ホンダのジョン・サーティースが3位となった。後にチャンピオンとなるマリオ・アンドレッティのF1デビュー戦である。

## エントリー
1ヶ月前のイタリアGPで予選初日のみ出場した地元出身のマリオ・アンドレッティがロータスの3台目、ボビー・アンサーがBRMの2台目で改めてスポット参戦した。マクラーレンはイーグルのダン・ガーニーに引き続きM7Aの3台目を貸し出し、フェラーリは前戦カナダGPの予選で負傷したジャッキー・イクスに代わり、デレック・ベルを起用した。

### エントリーリスト
| チーム                                                      | No. | ドライバー                     | コンストラクター | シャシー | エンジン                         | タイヤ |
| ----------------------------------------------------------- | --- | ------------------------------ | ---------------- | -------- | -------------------------------- | ------ |
| ブルース・マクラーレン・モーターレーシング                  | 1   | デニス・ハルム                 | マクラーレン     | M7A      | フォード・コスワース DFV 3.0L V8 | G      |
| ブルース・マクラーレン・モーターレーシング                  | 2   | ブルース・マクラーレン         | マクラーレン     | M7A      | フォード・コスワース DFV 3.0L V8 | G      |
| ブラバム・レーシング・オーガニゼーション                    | 3   | ジャック・ブラバム             | ブラバム         | BT26     | レプコ 860 3.0L V8               | G      |
| ブラバム・レーシング・オーガニゼーション                    | 4   | ヨッヘン・リント               | ブラバム         | BT26     | レプコ 860 3.0L V8               | G      |
| ホンダ・レーシング                                          | 5   | ジョン・サーティース           | ホンダ           | RA301    | ホンダ RA301E 3.0L V12           | F      |
| スクーデリア・フェラーリ SpA SEFAC                          | 6   | クリス・エイモン               | フェラーリ       | 312/68   | フェラーリ 242C 3.0L V12         | F      |
| スクーデリア・フェラーリ SpA SEFAC                          | 7   | デレック・ベル                 | フェラーリ       | 312/67   | フェラーリ 242C 3.0L V12         | F      |
| オーウェン・レーシング・オーガニゼーション                  | 8   | ペドロ・ロドリゲス             | BRM              | P133     | BRM P142 3.0L V12                | G      |
| オーウェン・レーシング・オーガニゼーション                  | 9   | ボビー・アンサー               | BRM              | P138     | BRM P142 3.0L V12                | G      |
| ゴールドリーフ・チーム・ロータス                            | 10  | グラハム・ヒル                 | ロータス         | 49B      | フォード・コスワース DFV 3.0L V8 | F      |
| ゴールドリーフ・チーム・ロータス                            | 11  | ジャッキー・オリバー           | ロータス         | 49B      | フォード・コスワース DFV 3.0L V8 | F      |
| ゴールドリーフ・チーム・ロータス                            | 12  | マリオ・アンドレッティ         | ロータス         | 49B      | フォード・コスワース DFV 3.0L V8 | F      |
| アングロ・アメリカン・レーサーズ                            | 14  | ダン・ガーニー                 | マクラーレン     | M7A      | フォード・コスワース DFV 3.0L V8 | G      |
| マトラ・インターナショナル                                  | 15  | ジャッキー・スチュワート       | マトラ           | MS10     | フォード・コスワース DFV 3.0L V8 | D      |
| ロブ・ウォーカー/ジャック・ダーラッシャー・レーシングチーム | 16  | ジョー・シフェール             | ロータス         | 49B      | フォード・コスワース DFV 3.0L V8 | F      |
| ヨアキム・ボニエ・レーシングチーム                          | 17  | ヨアキム・ボニエ               | マクラーレン     | M5A      | BRM P142 3.0L V12                | G      |
| クーパー・カー・カンパニー                                  | 18  | ビック・エルフォード           | クーパー         | T86B     | BRM P142 3.0L V12                | F      |
| クーパー・カー・カンパニー                                  | 19  | ルシアン・ビアンキ             | クーパー         | T86B     | BRM P142 3.0L V12                | F      |
| マトラ・スポール                                            | 20  | アンリ・ペスカロロ             | マトラ           | MS11     | マトラ MS9 3.0L V12              | D      |
| マトラ・スポール                                            | 21  | ジャン＝ピエール・ベルトワーズ | マトラ           | MS11     | マトラ MS9 3.0L V12              | D      |
| レグ・パーネル・レーシング                                  | 22  | ピアス・カレッジ               | BRM              | P126     | BRM P142 3.0L V12                | G      |
| ソース:                                                     |     |                                |                  |          |                                  |        |

## 予選
予選初日は主にジャッキー・スチュワートとクリス・エイモンとの間で争われ、スチュワートが1分04秒27のトップタイムを記録した。しかし、スチュワートはスタブ車軸の破損により予選2日目に暫定ポールポジションを守り切ることができず、スチュワートを0秒07上回ったマリオ・アンドレッティが歴戦のグランプリスターたちを退けてポールポジションを獲得した。F1の慣例では決勝をスタートして初めて「デビュー」と見なされるから、前回予選初日のみ走行したイタリアGPは除外されるため、本レースがデビュー戦となる。F1デビュー戦でポールポジションを獲得したのは、F1世界選手権の最初のレースである1950年イギリスGPのジュゼッペ・ファリーナ以来2人目で、事実上史上初の快挙であった。アンドレッティとスチュワートがフロントロー、グラハム・ヒルとエイモンが2列目、デニス・ハルムとヨッヘン・リントが3列目を占めた。

### 予選結果
| 順位    | No.  | ドライバー                     | コンストラクター      | タイム  | 平均速度    | グリッド |
| ------- | ---- | ------------------------------ | --------------------- | ------- | ----------- | -------- |
| 1       | 12   | マリオ・アンドレッティ         | ロータス-フォード     | 1:04.20 | 207.533km/h | 1        |
| 2       | 15   | ジャッキー・スチュワート       | マトラ-フォード       | 1:04.27 | 207.307km/h | 2        |
| 3       | 10   | グラハム・ヒル                 | ロータス-フォード     | 1:04.28 | 207.274km/h | 3        |
| 4       | 6    | クリス・エイモン               | フェラーリ            | 1:04.37 | 206.985km/h | 4        |
| 5       | 1    | デニス・ハルム                 | マクラーレン-フォード | 1:04.57 | 206.343km/h | 5        |
| 6       | 4    | ヨッヘン・リント               | ブラバム-レプコ       | 1:04.81 | 205.579km/h | 6        |
| 7       | 14   | ダン・ガーニー                 | マクラーレン-フォード | 1:05.23 | 204.256km/h | 7        |
| 8       | 3    | ジャック・ブラバム             | ブラバム-レプコ       | 1:05.25 | 204.193km/h | 8        |
| 9       | 5    | ジョン・サーティース           | ホンダ                | 1:05.32 | 203.974km/h | 9        |
| 10      | 2    | ブルース・マクラーレン         | マクラーレン-フォード | 1:05.69 | 202.825km/h | 10       |
| 11      | 8    | ペドロ・ロドリゲス             | BRM                   | 1:06.10 | 201.567km/h | 11       |
| 12      | 16   | ジョー・シフェール             | ロータス-フォード     | 1:06.17 | 201.354km/h | 12       |
| 13      | 21   | ジャン＝ピエール・ベルトワーズ | マトラ                | 1:06.96 | 198.979km/h | 13       |
| 14      | 22   | ピアス・カレッジ               | BRM                   | 1:07.02 | 198.800km/h | 14       |
| 15      | 7    | デレック・ベル                 | フェラーリ            | 1:07.06 | 198.682km/h | 15       |
| 16      | 11   | ジャッキー・オリバー           | ロータス-フォード     | 1:07.46 | 197.504km/h | 16       |
| 17      | 18   | ビック・エルフォード           | クーパー-BRM          | 1:08.56 | 194.335km/h | 17       |
| 18      | 17   | ヨアキム・ボニエ               | マクラーレン-BRM      | 1:08.93 | 193.292km/h | 18       |
| 19      | 9    | ボビー・アンサー               | BRM                   | 1:09.60 | 191.431km/h | 19       |
| 20      | 19   | ルシアン・ビアンキ             | クーパー-BRM          | 1:09.77 | 190.965km/h | 20       |
| 21      | 21 1 | アンリ・ペスカロロ             | マトラ                | 1:10.43 | 189.175km/h | 21       |
| ソース: |      |                                |                       |         |             |          |

追記
- ^1 - ペスカロロはエンジントラブルのため、No.21のスペアカーでタイムを記録した

## 決勝

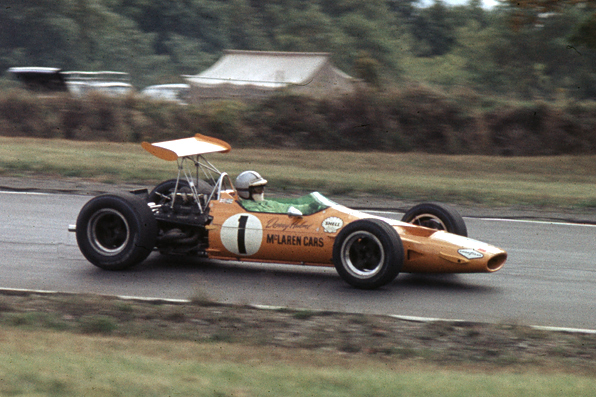
デニス・ハルムがドライブするマクラーレン・M7A

レース当日、93,000人の大観衆は、ポールポジションからスタートするマリオ・アンドレッティ、7番手スタートのダン・ガーニー、19番手スタートのボビー・アンサーのアメリカ人ドライバーたちによる強力なホームショーを期待した。ジャッキー・スチュワートは好スタートを切り、群衆のお気に入りのアンドレッティからリードを奪った。1周目が終わると、スチュワート、アンドレッティ、クリス・エイモン、グラハム・ヒル、ヨッヘン・リント、デニス・ハルム、ガーニー、ジョン・サーティース、ブルース・マクラーレンの順となった。
アンドレッティは6周目までにエイモンとの差を広げてスチュワートに迫ろうとしたが、3周後にノーズが壊れて右フロントウイングが地面をこすり続けた。アンドレッティは13周目まで2位をキープしたがピットインを強いられ、ピットクルーはテープで応急措置を施してコースに戻し、13位まで後退した。
エイモンは10周目までヒルと3位を争ったが、自身の水漏れによってスピンを喫した。その6周後にハルムはオイルで滑り、3位から9位に後退した。ガーニーは3位を走行中の26周目に360度のスピンを喫し、サーティースに抜かれた。
アンドレッティは33周目にクラッチが壊れてリタイアした。ガーニーはサーティースを抜き返し、2人の激しいバトルはレースが終わるまで続いた。スチュワートは40周目までにヒルを26秒リードし、その10秒後にガーニーとサーティースが続いた。スチュワートは52周目にファステストラップを記録してヒルとの差を31秒に広げ、残りのドライバーを周回遅れにした。ヒルはしばらくの間、緩いステアリングコラムに苦戦した。
97周目、マクラーレンの1分20秒前を走行していたジョー・シフェールのロータス・49Bがガス欠に陥って燻りだし、給油のため次の周にピットインした。シフェールがピットアウトすると、マクラーレンが5位に浮上した。
マクラーレンも給油のためにピットインしなければならず、シフェールは2周後に5位を取り戻した。首位を独走するスチュワートは安定したペースで走り抜いて優勝し、ヒルはガス欠目前に陥ったが2位に滑り込んだ。サーティースは、前を走る3位のガーニーがスローパンクチャーに陥って燃料が残り少なくなったことでペースを落としたことに気づき、最終ラップでガーニーを追い抜き、3位表彰台を獲得した。ハルムはポイント獲得を目指したが、ドライブシャフトが壊れてリタイアした。
スチュワートはマトラ-フォードで全周回をリードしたが、一度だけそれを脅かされる出来事があった。コーナーを曲がると2人の観客がコースを歩いてるのを見つけ、「これまで誰かを追い越してきたのと同じくらい近かった」「少しだけ彼らに会いたかった」と彼は語った。それはスチュワートにとって初めてのアメリカGP勝利であり、初のチャンピオンへの可能性を最終戦までつなぐことになった。「自分がペースをコントロールできると感じたのは、F1でのキャリアで初めてのことだった」「スピードを上げると、コースのスピードが上がった。もっと遅く行くと、彼らはもっと遅く行った。それは驚くべき発見だった」と彼は語った。
レース主催者は、優勝したスチュワートの賞金8,300ポンドはF1史上最高額であると主張した。
チャンピオン争いは、ランキング首位のヒルが6点を加算して39点、ヒルと同点でランキング2位だったハルムは無得点で33点のまま、同3位のスチュワートは9点を加算して36点とし、ヒルがハルムに6点差を付けて首位をキープし、レースを制したスチュワートがハルムを抜き、ヒルに3点差の2位に浮上した。この3人がチャンピオン獲得の可能性を残し、1ヶ月後の最終戦メキシコGPを迎えることになった。

### レース結果
| 順位    | No. | ドライバー                     | コンストラクター      | 周回数 | タイム/リタイア原因 | グリッド | ポイント |
| ------- | --- | ------------------------------ | --------------------- | ------ | ------------------- | -------- | -------- |
| 1       | 15  | ジャッキー・スチュワート       | マトラ-フォード       | 108    | 1:59:20.29          | 2        | 9        |
| 2       | 10  | グラハム・ヒル                 | ロータス-フォード     | 108    | +24.68              | 3        | 6        |
| 3       | 5   | ジョン・サーティース           | ホンダ                | 107    | +1 Lap              | 9        | 4        |
| 4       | 14  | ダン・ガーニー                 | マクラーレン-フォード | 107    | +1 Lap              | 7        | 3        |
| 5       | 16  | ジョー・シフェール             | ロータス-フォード     | 105    | +3 Laps             | 12       | 2        |
| 6       | 2   | ブルース・マクラーレン         | マクラーレン-フォード | 103    | +5 Laps             | 10       | 1        |
| Ret     | 22  | ピアス・カレッジ               | BRM                   | 93     | 燃料切れ            | 14       |          |
| Ret     | 1   | デニス・ハルム                 | マクラーレン-フォード | 92     | アクシデント        | 5        |          |
| NC      | 19  | ルシアン・ビアンキ             | クーパー-BRM          | 88     | 規定周回数不足      | 20       |          |
| Ret     | 3   | ジャック・ブラバム             | ブラバム-レプコ       | 77     | エンジン            | 8        |          |
| Ret     | 4   | ヨッヘン・リント               | ブラバム-レプコ       | 73     | エンジン            | 6        |          |
| Ret     | 18  | ビック・エルフォード           | クーパー-BRM          | 71     | エンジン            | 17       |          |
| Ret     | 8   | ペドロ・ロドリゲス             | BRM                   | 66     | サスペンション      | 11       |          |
| NC      | 17  | ヨアキム・ボニエ               | マクラーレン-BRM      | 62     | 規定周回数不足      | 18       |          |
| Ret     | 6   | クリス・エイモン               | フェラーリ            | 59     | 水ポンプ            | 4        |          |
| Ret     | 21  | ジャン＝ピエール・ベルトワーズ | マトラ                | 44     | トランスミッション  | 13       |          |
| Ret     | 9   | ボビー・アンサー               | BRM                   | 35     | エンジン            | 19       |          |
| Ret     | 12  | マリオ・アンドレッティ         | ロータス-フォード     | 32     | クラッチ            | 1        |          |
| Ret     | 7   | デレック・ベル                 | フェラーリ            | 14     | エンジン            | 15       |          |
| DNS     | 11  | ジャッキー・オリバー           | ロータス-フォード     |        | 予選でアクシデント  | 16       |          |
| DNS     | 20  | アンリ・ペスカロロ             | マトラ                |        | エンジン            | 21       |          |
| ソース: |     |                                |                       |        |                     |          |          |

ファステストラップ
- ジャッキー・スチュワート - 1:05.22（52周目）

ラップリーダー
- ジャッキー・スチュワート - 108周 (Lap 1-108) 全周回ラップリーダー

## 第11戦終了時点のランキング
|         | 順位 | ドライバー               | ポイント |
| ------- | ---- | ------------------------ | -------- |
|         | 1    | グラハム・ヒル           | 39       |
| 1       | 2    | ジャッキー・スチュワート | 36       |
| 1       | 3    | デニス・ハルム           | 33       |
|         | 4    | ジャッキー・イクス       | 27       |
|         | 5    | ブルース・マクラーレン   | 16       |
| ソース: |      |                          |          |

|         | 順位 | コンストラクター      | ポイント |
| ------- | ---- | --------------------- | -------- |
|         | 1    | ロータス-フォード     | 53       |
| 1       | 2    | マトラ-フォード       | 45       |
| 1       | 3    | マクラーレン-フォード | 43       |
|         | 4    | フェラーリ            | 32       |
|         | 5    | BRM                   | 25       |
| ソース: |      |                       |          |

- 注:  トップ5のみ表示。前半6戦のうちベスト5戦及び後半6戦のうちベスト5戦がカウントされる。